# Chrysotus johnsoni
Chrysotus johnsoni är en tvåvingeart som beskrevs av Van Duzee 1924. Chrysotus johnsoni ingår i släktet Chrysotus och familjen styltflugor. Inga underarter finns listade i Catalogue of Life.